# Americans United for Life
Americans United for Life (AUL) ist eine amerikanische Non-Profit-Organisation (501(c)(3)-Status) mit Sitz in Washington, D.C. und Teil der amerikanischen Lebensrechtsbewegung (Pro-Life). Sie ist vor allem darauf spezialisiert, Gesetzesvorlagen zu erarbeiten und zu propagieren, die in amerikanischen Bundesstaaten verabschiedet werden und den Zugang zu Schwangerschaftsabbrüchen erschweren oder unmöglich machen sollen.

## Geschichte und Aktivitäten
AUL wurde 1971 von einer Gruppe konservativer Katholiken, darunter der Aktivist L. Brent Bozell, Jr. und der Rechtswissenschaftler Charles E. Rice, gegründet. Erster Vorsitzender wurde der unitarische Theologe George Huntston Williams. AUL ist damit (nach dem National Right to Life Committee) eine der ältesten Organisationen der Pro-Life-Bewegung. Anfangs versuchte die Organisation, auf Bundesebene gegen das durch die Entscheidung des Obersten Gerichtshofs im Fall Roe v. Wade (1973) garantierte Recht auf Schwangerschaftsabbrüche vorzugehen; bereits im Verfahren Roe v. Wade trat AUL 1971 als Amicus Curiae auf. 1972 hatte die Organisation ihren Sitz nach Chicago verlegt; im selben Jahr erschien das Buch Abortion and Social Justice, das AUL finanziert hatte, einer der 19 Artikel darin wurde später als Quelle für die in der und durch die Lebensrechtsbewegung häufig verbreitete Behauptung identifiziert, Schwangerschaften als Folge von Vergewaltigungen seien selten (zuletzt durch Todd Akin im August 2012). 1976 richtete AUL den Americans United for Life Legal Defense Fund ein, mit dem die Organisation für gewöhnlich prozessiert. 1979 wurde der Rechtsanwalt Dennis J. Horan zum neuen Vorsitzenden. Ab Ende der 1970er trat AUL vor Gericht als Unterstützer bzw. Verteidiger des sogenannten Hyde Amendment in Erscheinung, einer auf Henry Hyde zurückgehenden bundesrechtlichen Gesetzesanlage, die die Verwendung von Bundesmitteln für die Finanzierung von Schwangerschaftsabbrüchen bis auf sehr wenige Ausnahmen untersagt. Eine Untersuchung aus dem Jahr 1995 von Barbara Yarnold über Verfahren mit Bezug auf Schwangerschaftsabbruch vor Bundesgerichten im Zeitraum 1973 bis 1990 befand, dass AUL bzw. deren Legal Defense Fund in nur 14 % der involvierten Fälle erfolgreich war. Für das Jahr 1992 bestand zudem demnach ein AUL-Jahresbudget von $ 250.000 mit 20 festen Angestellten. Die Autorin nannte AUL eine der wichtigsten Organisationen der Pro-Life-Bewegungen im rechtlichen Bereich; sie sei sehr aktiv, allerdings wenig erfolgreich und kooperierte wenig mit anderen Organisationen. 1989/90 tat sich AUL im Fall Nancy Cruz mit Agitation für strikte Bedingungen für Sterbehilfe hervor. In den 1990ern änderte AUL seine Strategie und richtete seine Aktivitäten auf die Bundesstaatsebene. Dabei beruft sich AUL oft auf das vom Obersten Gerichtshof im Fall Planned Parenthood v. Casey (1992) explizierte legitime Interesse einer Regierung an der Gesundheit einer schwangeren Frau.
Zu den von AUL propagierten Gesetzesinhalten gehören vor Schwangerschaftsabbrüchen obligatorische, medizinisch nicht notwendige, invasive, transvaginale Ultraschalluntersuchungen (sogenannte informed-consent-Gesetze, Kritiker gehen von gezielter Entwürdigung aus), striktere bzw. stark restriktive Vorschriften für Kliniken, die Schwangerschaftsabbrüche durchführen, Verbote gegen die Übernahme von Kosten von Schwangerschaftsabbrüchen durch Krankenversicherungen und die Entziehung von Geldern für Organisationen, die den Zugang zu Schwangerschaftsabbrüchen ermöglichen (vor allem Planned Parenthood) sowie komplette Verbote von Schwangerschaftsabbrüchen ab einem gewissen Zeitraum (z. B. nach 20 Wochen – oft begründet mit einer angeblichen Schmerzempfindlichkeit von Föten ab diesem Zeitraum, daher auch fetal-pain-Gesetze) oder mit bestimmten Mitteln (wie RU-486). Zudem wandte sich AUL gegen Bestrebungen, die Pille danach („Plan B One-Step“) rezeptfrei und ohne Altersbeschränkungen freizugeben. Besonders kontrovers war eine Gesetzesvorlage von AUL, die „justifiable homicide“-Gesetze erweitern sollte; diese Gesetze definieren in einigen amerikanischen Bundesstaaten, unter welchen Umständen es berechtigt ist, andere Menschen zu töten, z. B. in Notwehr oder um die Tötung Dritter zu verhindern – die Gesetzesvorlage bzw. deren verschiedene Versionen sahen vor, Tötungen als gerechtfertigt anzuerkennen, die zur Verteidigung ungeborener Kinder verübt wurden. Kritiker der Gesetzesvorlage sahen darin eine Rechtfertigung oder Anstiftung, um Ärzte zu ermorden, die Schwangerschaftsabbrüche vornehmen.
AUL trat auch in anderen Zusammenhängen öffentlich in Erscheinung: So gehörte AUL neben den Pro-Life-Organisationen Christian Coalition of America, Family Research Council, Phyllis Schlaflys Eagle Forum und March for Life zu den einzigen Organisationen, die 1993 im Anhörungsverfahren von Ruth Bader Ginsburg vor dem United States Senate Committee on the Judiciary gegen Ginsburgs Berufung zur Richterin am Obersten Gerichtshof protestierten. In Ginsburgs Anhörungsverfahren wurde AUL vertreten durch deren damalige Präsidentin Paige Comstock Cunningham, die sich auch ein Jahr später im Anhörungsverfahren von Stephen Breyer gegen dessen Berufung zum Obersten Gerichtshof aussprach. Präsidentin und CEO von AUL Charmaine Yoest (vormals Mitarbeiterin in der Reagan-Administration, im Family Research Council und zuletzt an Mike Huckabees Kampagne um die republikanische Nomination für die US-Präsidentschaftskandidatur 2008) war Zeugin im Anhörungsverfahren von Sonia Sotomayor und sprach sich gegen deren Berufung zum Obersten Gerichtshof aus. AUL agitierte außerdem stark gegen Elena Kagans Nominierung zum Obersten Gerichtshof. Die progressive Organisation Media Matters for America vermerkte hierzu unter anderem AULs Behauptung, dass Kagan während ihrer Zeit als Dekanin an der Harvard Law School Verfassungsrecht zugunsten von internationalem Recht als Pflichtkurs abgesetzt hätte; diese falsche Behauptung wurde u. a. von The Washington Times und Glenn Beck aufgegriffen. Eine weitere von AUL propagierte Falschbehauptung habe den Wahrheitsgehalt von Kagans Aussagen über ihre Beteiligung an einer Stellungnahme des American College of Obstetrics and Gynecology zu einer bestimmten Form (die durch den Partial-Birth Abortion Ban Act verbotenen) des Schwangerschaftsabbruchs betroffen. AULs Yoest sprach sich im Anhörungsverfahren gegen Kagan aus.
Im Vorfeld zu den Wahlen in den Vereinigten Staaten 2010 unterstützte AUL erstmals öffentlich eine Kandidatin, die Republikanerin Jane E. Norton (ehemalige Vizegouverneurin von Colorado), in deren Kandidatur für einen der Senats-Sitze von Colorado für den Kongress. Ebenfalls im Vorfeld der 2010er-Wahlen gab AUL im Rahmen einer „Life Counts“ genannten Kampagne $ 600.000 für Wahlwerbung gegen zwölf politische Kandidaten der Demokratischen Partei aus (Paul Kanjorski, Alan Grayson, Kathy Dahlkemper, John Salazar, Joe Donnelly, Joyce Elliott, Baron Hill, Chris Carney, John Boccieri, Tom Perriello, John Spratt und Bob Etheridge). Dahlkemper, die sich selbst als „pro-life“ bezeichnet, ging anwaltlich gegen Hörfunk-Werbespots von AUL vor, in denen behauptet wurde, dass ihre Stimme für die Gesundheitsreform 2010 zur „größten jemals stattgefundenen Erweiterung von durch Steuerzahler finanzierten Abtreibungen“ geführt habe. Den Hörfunk-Spot gegen Salazar zog AUL vorerst selbst zurück: Statt John Salazar war darin fälschlich dessen Bruder Ken Salazar genannt worden. Eine weitere Kampagne richtete sich (erfolglos) gegen die Berufung des Republikaners Fred Upton zum Vorsitzenden des United States House Committee on Energy and Commerce.
AUL arbeitete 2011 mit einem Jahresbudget von $ 3,7 Millionen. Von 92 rechtlichen Maßnahmen zur Einschränkung des Zugangs zu Schwangerschaftsabbrüchen, die 2011 in 24 amerikanischen Bundesstaaten umgesetzt wurden, gingen 28 auf AUL zurück. Von 40 rechtlichen Maßnahmen, die in der ersten Jahreshälfte 2012 in 17 Bundesstaaten erlassen wurden, wurden ein Drittel von AUL geschrieben. 2012 arbeitete AUL nach eigenen Angaben in 39 Bundesstaaten, in 26 haben zudem aktive Beratungen der Gesetzgeber stattgefunden.
AUL veröffentlicht jährlich sowohl eine Liste von AUL-Modell-Gesetzesvorlagen sowie eine Defending Life genannte Rechtshilfe für einzelne Bundesstaaten.

## Anerkennung durch Politiker der Republikanischen Partei
Der Defending Life 2010 wurde vom texanischen Gouverneur Rick Perry als „Munition in einem Kampf, der weit davon entfernt ist, vorüber zu sein“ („ammunition in a fight that is far from over“) bezeichnet. Im Jahr 2010 fungierte John Fleming, Repräsentant für Louisiana, als Gastgeber für die Veranstaltung zur jährlichen Veröffentlichung von Defending Life. Auf der Gala zum 40-jährigen Bestehen von AUL sprachen u. a. Carly Fiorina (ehemalige CEO von Hewlett-Packard und Kandidatin für den Senat aus Kalifornien), der Senator für Utah Orrin Hatch, der Senator für Alabama Jeff Sessions, L. Brent Bozell III (Gründer und Präsident des Media Research Center) und die Repräsentantin für North Carolina Renee Ellmers. Am 31. Mai 2012 veröffentlichte der Sprecher des Repräsentantenhauses John Boehner anlässlich der Verleihung des „Henry Hyde Defender of Life“-Preises von AUL an Chris Smith, Repräsentant für New Jersey, eine Presseerklärung, in dem Boehner Smiths Wirken für die Pro-Life-Bewegung pries; Boehner selbst hatte den Preis 2010 erhalten. Die Gouverneurin von Arizona, Jan Brewer, veröffentlichte auf der Website ihres Amtes eine Presseerklärung, in der sie sich dafür bedankte und den Umstand feierte, dass AUL Arizona als „2013 Pro-Life All Star“ (für Arizonas „significant pro-life successes in 2012“) ausgezeichnet hatte. Der Gouverneur von Louisiana, Bobby Jindal, veröffentlichte am 13. Januar 2013 eine Presseerklärung, in der er seinen Stolz über Louisianas Platzierung an oberster Stelle von AULs „Life List“ zum Ausdruck brachte. Auf diese AUL-Bewertung nahm auch der Louisiana-Repräsentant Steve Scalise in einer Rede im Repräsentantenhaus am 18. Juni 2013 stolzen Bezug.